# Maupasina
Maupasina ist eine Gattung der Spulwürmer mit drei Arten. Es ist die einzige Gattung in der Unterfamilie Maupasininae bzw. Familie Maupasinidae. Sie sind Paraiten bei den in Afrika vorkommenden Rüsselspringern.

## Merkmale
Maupasina sind Subuluroidea, bei denen die Mundöffnung von zwölf blätterartigen Elementen umgeben ist. Die Kaudalflügel sind breit und bestehen aus einem großen vorderen und einem kleinerem hinteren Teil.

## Systematik
Das Interim Register of Marine and Nonmarine Genera weist folgende Arten aus:
- Maupasina macroscelides (Ortlepp, 1937)
- Maupasina seissi
- Maupasina weissi (Seurat, 1913)

Synonyme sind Dubioxyuris Ortlepp, 1938 und Maupasiella Seurat, 1913.